# پائولین بورله
پائولین بورله (فرانسوی: Pauline Burlet‎؛ زادهٔ ۹ آوریل ۱۹۹۶) هنرپیشه اهل بلژیک است. او از سال ۲۰۰۷ میلادی تاکنون مشغول فعالیت بوده و بیشتر برای ایفای نقش در دو فیلم زندگی گلگون (۲۰۰۷) و گذشته (۲۰۱۳) شناخته می‌شود. او برای بازی در فیلم گذشته جایزه ماگریت «امیدوارکننده‌ترین هنرپیشه» را از آن خود کرد. از فیلم‌های دیگر او می‌توان به حرف زدن مرد مرده، اتصال و پرندگان زندان اشاره کرد.